# ナホム書
『ナホム書』（ナホムしょ）は旧約聖書文書の1つである。ユダヤ教では「後の預言者」に、キリスト教では預言書に分類する。キリスト教でいう十二小預言書の7番目に位置する。全3章から構成される。著者はナホムという名の人物とされる。
預言の主題はニネベの陥落とアッシリアへの裁きである。

## 著者
著者である預言者ナホムはエルコシュ出身である（ナホム1）が、ナホム自身については詳しいことが殆ど分かっていない（前述のエルコシュもユダ領内だということしかいえない）。

## 成立時期
ナホム書3章8～10節に、エジプトのテーベの滅亡が記されているので、紀元前663年より後であり、また同書2章にニネベの陥落が預言されているので、ニネベが陥落した紀元前612年より前である。
なお「ナホム」とは「慰める者」という意味である。

## 構成
『ナホム書』は3章から成っており、前半部分はアッシリアからユダを解放した神への詩である。後半からはチグリス川沿いに位置するニネベの滅びを告げる預言である。ナホムの厳しい預言は『ヨナ書』と比較されることも多い。